# Martin Holcát
Martin Holcát, né le 23 avril 1954 à Prague, est un homme politique, chercheur et universitaire tchèque.